# Darnell Robinson
Darnell Lamont Robinson (Oakland, 30 maggio 1974) è un ex cestista statunitense, professionista in Italia, Israele, Grecia e Francia.

## Carriera
È stato selezionato dai Dallas Mavericks al secondo giro del Draft NBA 1996 (58ª scelta assoluta).

## Palmarès
- McDonald's All-American Game (1993)
- Campione NCAA (1994)